# Червона польська порода
Червона польська порода — порода великої рогатої худоби молочного напряму продуктивності. Виведена у Польщі в кінці 19 століття схрещуванням місцевої худоби з тваринами переважно червоної данської породи і ангельнської породи.

## Історія
У період між ПСВ і ДСВ популяція тварин червоної польської худоби у тодішній Польщі становила 25 % всієї худоби. У 1980-х роках худоба червоної польської породи була поширена головним чином у Польщі та деяких областях України — Волинській, Тернопільській, Рівненській.

## Опис
Масть тварин червона різних відтінків, іноді з білими плямами на животі. Тварини щильної конституції, спина часто провисла. Жива маса бугаїв становить 650—850 кг, корів 450—500 кг. Середньорічний надій становить 3000 — 5000 кг молока жирністтю 3,8 %.

## В Україні
В Україні червона польська порода розводиться у Волинській та Тернопільській областях.